# Interpellation (Verfahrensrecht)
Eine Interpellation bezeichnet in der Schweiz einen Einspruch gegen Versäumnisurteile oder Vollstreckungsbescheide in einem Zivilprozessrecht. Ebenso wird unter dem Begriff ein "parlamentarischer Vorstoss verstanden, d. h. ein Handlungsinstrument der Parlamentarier der schweizerischen Bundesversammlung, um vom Bundesrat Auskunft über Angelegenheiten des Bundes zu erhalten".